# 総合学園ヒューマンアカデミー
総合学園ヒューマンアカデミー（そうごうがくえんヒューマンアカデミー）は、ヒューマンアカデミー株式会社が運営する全日制の専門教育機関。

## 校舎
- 新宿校 - 東京都新宿区西新宿（パフォーミングアーツカレッジのみ）
- 東京校 - 東京都新宿区高田馬場（チャイルドケアカレッジ、動画クリエイターカレッジ、ヘアメイクカレッジ、スポーツカレッジ、デザインカレッジ、バスケットカレッジのみ）
- 秋葉原校 - 東京都千代田区神田佐久間町（ゲームカレッジ、マンガ・イラストカレッジ、e-Sportsカレッジ、ITカレッジ、シナリオカレッジ、CGマスターカレッジのみ）
- 大阪校 - 大阪府大阪市中央区
- 名古屋校 - 愛知県名古屋市中村区
- 札幌校 - 北海道札幌市中央区
- 福岡校 - 福岡県福岡市中央区
- 広島校 - 広島県広島市中区
- 仙台校 - 宮城県仙台市青葉区
- 横浜校 - 神奈川県横浜市神奈川区
- 大宮校 - 埼玉県さいたま市大宮区
- 千葉校 - 千葉県千葉市中央区
- 神戸校 - 兵庫県神戸市中央区
- 京都校 - 京都府京都市下京区
- 静岡校 - 静岡県静岡市葵区
- 富士河口湖校 - 山梨県南都留郡富士河口湖町
- 北九州校 - 福岡県北九州市小倉北区
- 熊本校 - 熊本県熊本市中央区
- 鹿児島校 - 鹿児島県鹿児島市西千石町
- 那覇校 - 沖縄県那覇市牧志

## 設置学科

### 全日制学科
- パフォーミングアーツカレッジ
- ゲームカレッジ
- マンガ・イラストカレッジ
- チャイルドケアカレッジ
- e-Sportsカレッジ
- ITカレッジ
- 動画クリエイターカレッジ
- ヘアメイクカレッジ
- ミュージックカレッジ
- スポーツカレッジ
- フィッシングカレッジ
- デザインカレッジ
- バスケットカレッジ
- ビジネスカレッジ
- シナリオカレッジ
- ネイルカレッジ
- ヒューマン国際大学機構

## 主な出身者

### パフォーミングアーツカレッジ
- 厚地彩花[1]
- 伊藤節生
- 入江彩乃[2]
- 大亀あすか
- 大和田仁美
- 加藤潤一
- 金子彩花
- 金田アキ
- 川西ゆうこ
- 城内由茄子
- 木村優希
- 清都ありさ
- 熊谷健太郎
- 小原好美
- 小林大紀
- 小見山佳巳
- 米須太一
- 笹本菜津枝
- 下山田綾華
- 鈴木美咲
- 田村響華
- 紡木吏佐
- 東野絢香[3]
- 内藤有海
- 長嶋はるか
- 福沙奈恵
- 増田里紅
- 前川涼子
- 町田広和
- 美波わかな
- 宮城弥生
- 村川梨衣
- やびくかりん
- 山北早紀

### その他
- asmi[4]
- 髙木悠未[5]